# (32729) 5179 T-3
5179 T-3 (asteroide 32729) é um asteroide da cintura principal. Possui uma excentricidade de 0.23037910 e uma inclinação de 9.99609º.
Este asteroide foi descoberto no dia 16 de outubro de 1977 por Cornelis Johannes van Houten e Ingrid van Houten-Groeneveld e Tom Gehrels em Palomar.